# Tororo (district)
Le district de Tororo est un district d'Ouganda à l'est du pays, frontalier du Kenya. Son chef-lieu est Tororo.

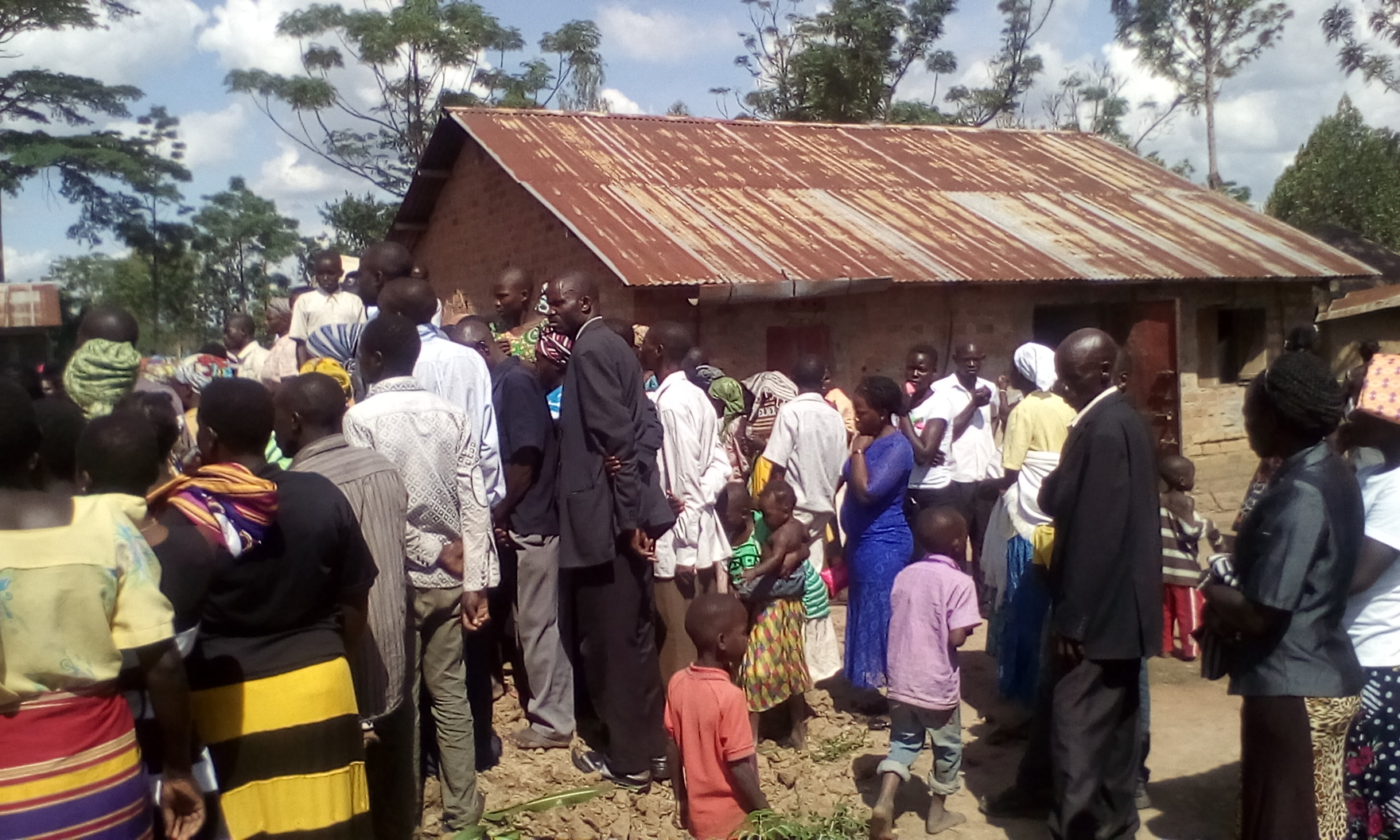
Funérailles dans le district de Tororo.

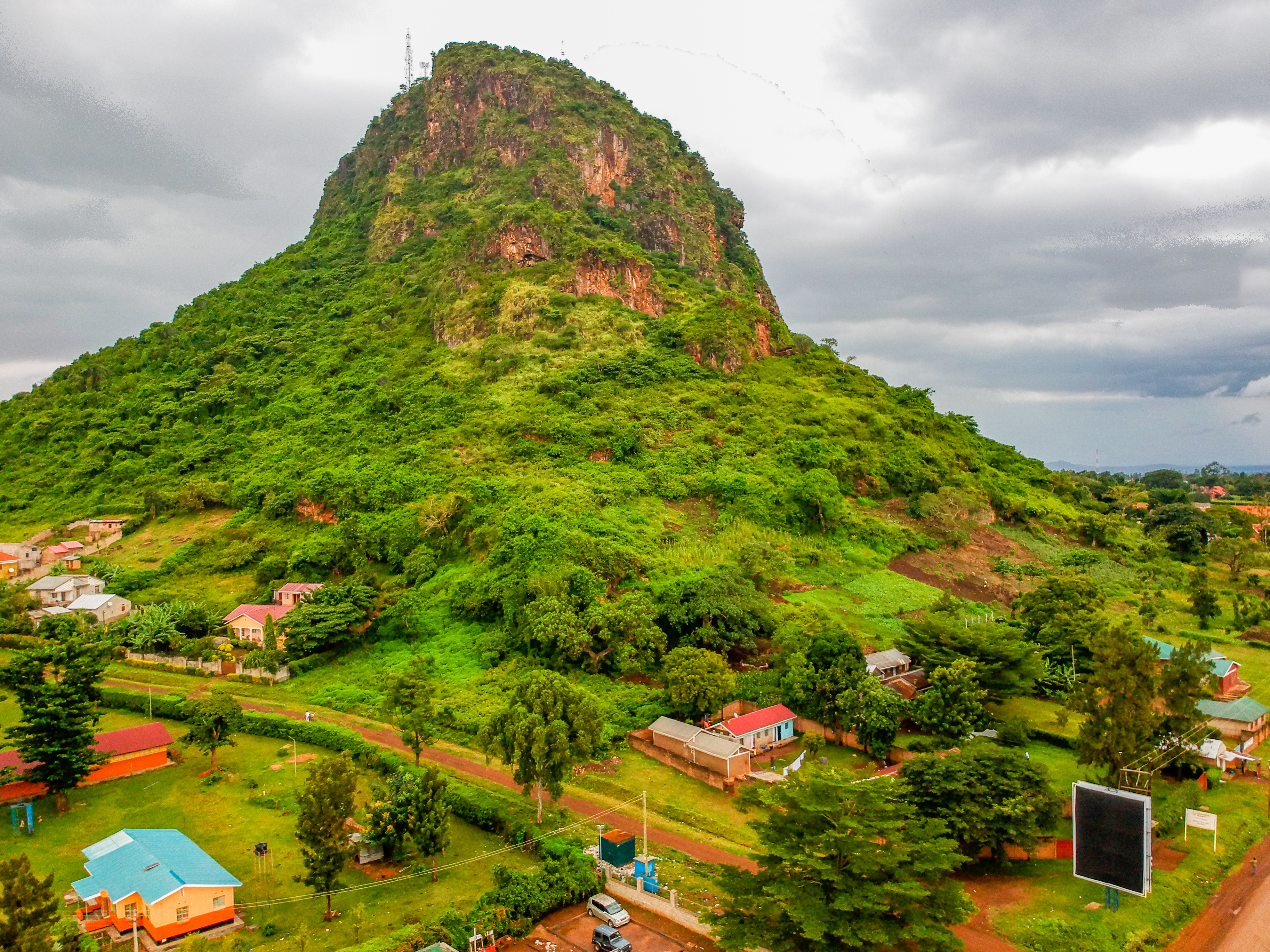
Le mont Tororo, dans le district de Tororo. Juillet 2020.